# Phanotea xhosa
Phanotea xhosa là một loài nhện trong họ Zoropsidae.
Loài này thuộc chi Phanotea. Phanotea xhosa được Charles E. Griswold miêu tả năm 1994.